# Липа (Ленинградская область)
Липа — деревня в Осьминском сельском поселении Лужского района Ленинградской области.

## История
Впервые упоминается в писцовых книгах Шелонской пятины 1498 года, как деревня Липки в Сумерском погосте Новгородского уезда.
Как деревня Липа она обозначена на карте Санкт-Петербургской губернии 1792 года, А. М. Вильбрехта.
Деревня Липа, состоящая из 43 крестьянских дворов упоминается на карте Санкт-Петербургской губернии Ф. Ф. Шуберта 1834 года.

ЛИПА — деревня принадлежит её величеству, число жителей по ревизии: 136 м. п., 151 ж. п. (1838 год)

Деревня Липа из 43 дворов отмечена на карте профессора С. С. Куторги 1852 года.

ЛИПА — деревня Гдовского её величества имения, по просёлочной дороге, число дворов — 49, число душ — 163 м. п. (1856 год)

ЛИПА — деревня удельная при колодце, число дворов — 60, число жителей: 164 м. п., 198 ж. п. (1862 год)

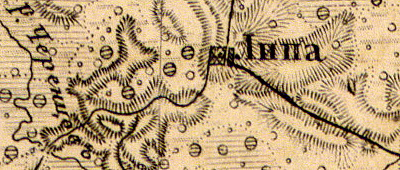
Деревня Липа на карте 1863 года

В XIX — начале XX века деревня административно относилась к Осьминской волости 2-го земского участка 1-го стана Гдовского уезда Санкт-Петербургской губернии.
По данным «Памятной книжки Санкт-Петербургской губернии» за 1905 год деревня Липа образовывала Липское сельское общество.
С 1917 по 1919 год деревня Липа входила в состав Осьминской волости Гдовского уезда.
С 1920 года, в составе Липского сельсовета Осьминской волости Кингисеппского уезда.
С 1923 года, вновь в составе Сватковского сельсовета.
С 1927 года, в составе Осьминского района.
В 1928 году население деревни Липа составляло 342 человека.
По данным 1933 года деревня Липа входила в состав Сватковского сельсовета Осьминского района.
C 1 августа 1941 года по 31 января 1944 года деревня находилась в оккупации.
С 1960 года, в составе Осьминского сельсовета.
С 1961 года, в составе Сланцевского района.
С 1963 года, в составе Лужского района.
В 1965 году население деревни Липа составляло 45 человек.
По данным 1966, 1973 и 1990 годов деревня Липа входила в состав Осьминского сельсовета Лужского района.
По данным 1997 года в деревне Липа Осьминской волости проживали 15 человек, в 2002 году — 14 человек (русские — 93 %).
В 2007 году в деревне Липа Осьминского СП проживали 9 человек.

## География
Деревня расположена в северо-западной части района на автодороге 41А-186 (Толмачёво — автодорога «Нарва»).
Расстояние до административного центра поселения — 11 км.
Расстояние до ближайшей железнодорожной станции Молосковицы — 46 км.
Близ деревни протекает Берёзовый ручей.

## Демография
| 1838 | 1862 | 1928 | 1965 | 1997 | 2007 | 2010 |
| ---- | ---- | ---- | ---- | ---- | ---- | ---- |
| 287  | ↗362 | ↘342 | ↘45  | ↘15  | ↘9   | ↗13  |
| 2017 |      |      |      |      |      |      |
| ↘5   |      |      |      |      |      |      |

## Улицы
Липовая.